# Highland County, Virginia
Highland County är ett administrativt område i delstaten Virginia, USA, med 2 321 invånare. Den administrativa huvudorten (county seat) är Monterey. 

## Geografi
Enligt United States Census Bureau har countyt en total area på 1 077 km². 1 077 km² av den arean är land och 0 km² är vatten.      

### Angränsande countyn
- Pendleton County, West Virginia - nord
- Augusta County - sydost
- Bath County - sydväst
- Pocahontas County, West Virginia - väst